# Carmine Nicolao Caracciolo
Carmine Nicolao Caracciolo (Bucchianico, 5 de julho de 1671 — Madrid, 26 de julho de 1726) foi um vice-Rei espanhol do Peru de 5 de outubro de 1716 até 26 de janeiro de 1720.

## Biografia
Seu nome era pronunciado de diversas maneiras, incluindo Carmine Nicola Caracciolo, Carmine Niccolo Caracciolo, Carmine Nicolás Caracciolo e Carmino Nicolás Caracciolo.
Carmine Caracciolo era descendente de uma antiga família nobre de Nápoles e era um príncipe do Sacro Império Romano-Germânico. Ele foi exilado de Nápoles, em 1707, quando a cidade ficou sob o controle da Coroa da Áustria, porque ele era um defensor dos Bourbons. Seus bens foram confiscados. Ele era um homem culto, foi embaixador em Roma e Veneza (1702). Ele se casou com Donna Giovanna Costanza Ruffo dei Duchi di Bagnara.
Foi o primeiro italiano a ser nomeado vice-Rei do Peru. Isto ocorreu em 1713, apesar de a viagem para a América ter levado algum tempo. Ele chegou em Cartagena das Índias na Batalha do Conde de Vega Flórida, onde ele se tornou ciente da corrupção na política e no comércio do vice-reinado. Trouxe com ele as ordens da Coroa para acabar com o contrabando francês, algo que tinha sido protegido e incentivado pelos seus antecessores imediatos.
Entrou em Lima e tomou posse em 5 de outubro de 1716. Em comemoração de sua chegada, o poeta Peralta publicou um Panegírico em sua honra, como fez Bermúdez de la Torre, "El sol en el zodíaco". Ambos são extravagantes em seus elogios para o novo vice-rei.
Em 1717 o Vice-Reino de Nova Granada foi criado no norte do Peru, incorporando a Real Audiência de Bogotá, Quito e Panamá. No entanto, este estabelecimento durou apenas até 1724, quando os territórios foram devolvidos ao Vice-Reino do Peru. (O vice-reinado de Nova Granada foi restabelecido em uma base mais permanente em 1734.)
Entre os eventos mais importantes de sua administração pode ser recordado o fato de não ter conseguido parar o contrabando. Os missionários construíram muitos mosteiros nas montanhas e foi fundado o Colégio de Ocopa. Uma epidemia atingiu 60.000 indígenas. Um decreto real proibiu a marca nos escravos negros. Devido ao abuso cometido por encomenderos do sistema de Mita, Caracciolo solicitou a sua abolição. O rei, porém, não aceitou o pedido.
Em 15 de agosto de 1719 o primeiro eclipse total do sol foi registrado em Lima desde a conquista espanhola, pouco antes do meio-dia. Foi necessário utilizar o farol, e o eclipse estimulou procissões de penitentes.
Seu cargo de vice-rei durou até 1720, Carmine Caracciolo morreu em 1727.